# 角源泉

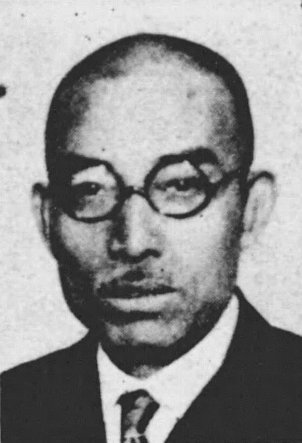
角源泉

角 源泉（すみ げんせん、明治4年9月18日（1871年10月31日） - 昭和17年（1942年）8月14日）は、日本の政治家、官僚。衆議院議員、新宮市長。山本七平の大叔父。

## 来歴
1871年（明治4年）和歌山県東牟婁郡三輪崎村（三輪崎町を経て現新宮市）、角三郎左衛門の三男として出生する。明治21年頃、上京し、河津祐之の書生として住み込む。
1893年（明治26年）和仏法律学校（現法政大学）仏語法律科卒業。1897年（明治30年）判事検事登用試験、文官高等試験に合格し、和歌山地方裁判所の検事代理に採用される。その後、司法官を辞し、通信官僚に転進する。
1911年（明治44年）台湾総督府事務官、台湾総督府通信局長心得を経て、1913年（大正2年）台湾総督府通信局長、1915年（大正4年）台湾総督府土木局長に就任する。1919年（大正8年）台湾電力副社長、大阪市電気局長に就任する。 
1920年（大正9年）依願免本官の後、総選挙に三重9区より出馬するが落選。
1933年（昭和8年）初代新宮市長に就任（ - 1935年（昭和10年）12月18日）。
1936年（昭和11年）第19回衆議院議員総選挙に三重2区より出馬し、当選するが、第20回衆議院議員総選挙で落選。
1942年（昭和17年）8月14日、東大病院にて死去。享年70。

## 栄典
- 1908年（明治41年）2月21日 - 正六位[1]

## 著書
- 『電力問題: 民有国営案を難ず』（1936）
- 『電力管理案の難点』（政治経済研究会、1939）